# Leroya silva
Leroya silva Lewis & Dippenaar-Schoeman, 2014 è un ragno appartenente alla famiglia Thomisidae.

## Etimologia
Il nome proprio deriva dall'aggettivo latino silvus, cioè foresta, selva, in riferimento all'habitat di rinvenimento, la foresta pluviale

## Caratteristiche
L'olotipo femminile rinvenuto ha lunghezza totale è di 3,89-4,22mm; la lunghezza del cefalotorace è di 1,91-2,04mm e la larghezza è di 1,96-2,05mm
Il paratipo maschile rinvenuto ha lunghezza totale è di 3,04-3,92mm; la lunghezza del cefalotorace è di 1,42-1,94mm e la larghezza è di 1,49-2,00mm

## Distribuzione
La specie è stata reperita in Congo: nei pressi di Mayombe, nella Provincia del Basso Congo

## Tassonomia
Al 2015 non sono note sottospecie e dal 2014 non sono stati esaminati nuovi esemplari